# Bahar (Zeitschrift)
Die persischsprachige Zeitschrift Bahar (persisch بهار, DMG Bahār, ‚Frühling‘) wurde 1910 vom Dichter und Journalisten Mirza Yusof Khan Ashtiani, auch genannt Eʿtesam-e Daftar und Eʿtesam-al-Molk (1291–1356/1874–1875/1937–1938) in Teheran gegründet. Sie erschien monatlich in zwei Jahrgängen (1910–1911 und 1921–1922) in 17 bzw. 16 Ausgaben. Das Ziel des Herausgebers war es anfangs, ein Forum für den literarischen, wissenschaftlichen, historischen und politischen Austausch zu schaffen sowie für die Verbreitung von Informationen. Die publizierten Artikel wurden überwiegend von Eʿtesam-al-Molk selber verfasst oder übersetzt.
Chefredakteur des ersten Jahrgangs war Mirza Reza Khan Modabber-al-Mamalek, der spätere Herausgeber von Tamaddon (1920), der des zweiten Jahrgangs ʿAbbas Khalili, der auch Eqdam (1921), veröffentlichte. Unter Ḵalīlī nahm die literarische Ausrichtung der Zeitschrift und insbesondere die Veröffentlichungen übersetzter europäischer Literatur zu. Bekannte Beispiele sind Werke von Victor Hugo und Rousseau sowie Michail Lermontows „Dämon“. Auch die Diskussion zeitgenössischer persischer Literatur sowie Literaturkritik wurde bei den Lesern immer beliebter.
Daneben war Daneshkada eine weitere persische Literaturzeitschrift.